# 蘇格蘭事務大臣
國王陛下首席蘇格蘭事務大臣（英語：His Majesty's Principal Secretary of State for Scotland），簡稱「蘇格蘭事務大臣」，是英國政府的內閣大臣之一，負責主管蘇格蘭事務部。
現任蘇格蘭事務大臣是伊恩·默里，自2024年7月5日就任。

## 職能
1999年的蘇格蘭分權，意味蘇格蘭事務大臣的權力減少，大部分轉移到蘇格蘭政府或其他英國政府部門。因此蘇格蘭事務大臣對蘇格蘭的作用相對削弱。
目前，蘇格蘭事務大臣是英國政府在蘇格蘭的主要代表。他所領導的蘇格蘭政府部門總部設在倫敦和愛丁堡。

## 外部連結
- Official website of the Scotland Office （页面存档备份，存于）